# Ricardo Rocha (football, 1962)
Pour les articles homonymes, voir Ricardo Rocha.
 Ricardo Roberto Barreto da Rocha, plus connu sous le nom de  Ricardo Rocha, était un footballeur brésilien né le 11 septembre 1962 à Recife (Brésil). Il occupait le poste de défenseur central. 
Il était reconnaissable à sa longue chevelure, et sa fine moustache. 

## Biographie
Il participe à la Coupe du monde 1994, qu'il remporte avec le Brésil. Titulaire au début de la phase de groupe, il perd sa place après une blessure, et ne retrouvera plus les titulaires, laissant sa place au bordelais Marcio Santos pour occuper la défense centrale avec le romain Aldaïr.
Il reçoit le Bola de Ouro (Ballon d'or brésilien) en 1989 et le « Ballon d’argent brésilien » en 1986, 1991 et 1993.
En club, il participe au célèbre PSG - Real Madrid de 1993. Il est impliqué sur le 3ème but parisien, victimise par la feinte de frappe de Valdo.
Il ne faut pas le confondre avec son homonyme Ricardo (Gomes), son contemporain, également défenseur central international, ayant évolué au PSG.

## Carrière de joueur

### En club
- 1982 :  Manchete FC
- 1983-1984 :  Santa Cruz FC
- 1985-1988 :  Guarani FC
- 1988 :  Sporting Portugal
- 1989-1991 :  São Paulo FC
- 1991-1993 :  Real Madrid
- 1993 :  Santos FC
- 1994-1995 :  CR Vasco da Gama
- 1996 :  Olaria AC
- 1996 :  Fluminense FC
- 1997-1998 :  Newell's Old Boys
- 1998-1999 :  CR Flamengo

### En équipe nationale
Il compte 38 sélections avec l'équipe du Brésil.
Ricardo Rocha a participé à la Coupe du monde de 1990 et à la Coupe du monde de 1994.

## Palmarès

### En sélection nationale
- Vainqueur de la Coupe du monde 1994 avec l'équipe du Brésil
- Vainqueur des Jeux panaméricains en 1987 avec l'équipe du Brésil
- Vainqueur du Tournoi Pré-Olympique de en 1987 avec l'équipe du Brésil
- Vainqueur de la Coupe Stanley Rous en 1987 avec l'équipe du Brésil

### En club
- Champion de l'État du Pernambuco en 1983 avec Santa Cruz
- Champion du Brésil en 1991 avec le São Paulo FC
- Championnat de l'État de São Paulo en 1989 et 1991 avec le São Paulo FC
- Vainqueur de la Coupe d'Espagne en 1993 avec le Real Madrid
- Vainqueur de la Supercoupe d'Espagne en 1993 avec le Real Madrid
- Champion de l'État de Rio de Janeiro en 1994 avec le CR Vasco de Gama